# Улица Брянцева
Улица Бря́нцева — улица в северной части Калининского района Санкт-Петербурга, расположенная вблизи метро «Гражданский проспект». Проходит от Учительской до Тимуровской улицы. Протяжённость — 1250 м.

## История
В 1970 году было завершено строительство жилого массива и новая улица получила 2 октября того же года имя в честь народного артиста СССР Александра Александровича Брянцева (1883—1961).

## Пересечения
Улица Брянцева пересекает или граничит со следующими проспектами и улицами (с юга на север):
- Учительская улица
- проспект Просвещения
- Тимуровская улица

## Объекты
- Жилой комплекс «Солнечный» — ул. Брянцева, 7[4]
- Спортивный комплекс олимпийского резерва СДЮШОР № 1
- Центр восстановительной медицины и реабилитации № 3 «Биосвязь» — ул. Брянцева, 5
- Детско-юношеская школа олимпийского резерва (СДЮШОР) № 1 Калининского района г. СПб отделение спортивной гимнастики юноши
- ГОУ дополнительного образования детей Детско-юношеская Спортивная школа № 2 Калининского р-на г. СПб — ул. Брянцева, 24
- ГДОУ Детский сад № 15 общеразвивающего вида с приоритетом осуществления физического, экологического и художественно-эстетического развития воспитанников — ул. Брянцева, 2, к. 3
- Управление Федерально-миграционной службы (УФМС) Калининского района — ул. Брянцева, 15
- ГДОУ Детский сад № 57 — ул. Брянцева, 18, к. 2
- Участковый пункт полиции № 63 УВД по Калининскому району г. СПБ

У пересечения улицы Брянцева с проспектом Просвещения, перед бывшим кинотеатром «Прометей», находилась скульптура парящего Прометея работы скульптора Р. Красницкого и архитектора Ф. Романовского. При сносе здания кинотеатра она была перенесена в сквер между улицами Демьяна Бедного и Ольги Форш, позднее названный сад Прометей.